# Thalita Rebouças
Thalita Rebouças Teixeira (Rio de Janeiro, 10 de novembro de 1974) é uma jornalista, escritora, roteirista, repórter e atriz brasileira, que escreve livros direcionados ao público adolescente.

## Biografia
Sua carreira começou em 1999, mas ela só ficou conhecida do grande público em 2003, quando passou a publicar seus livros pela Ronei Rego. Seu primeiro sucesso foi Traição entre Amigas, que chegou a aparecer em uma Bienal do Livro alguns anos atrás. Desde então, lançou 21 títulos, com grande vendagem. Em 2005, começou a assinar a coluna Fala Sério! na última página da revista Atrevida.
Cursou dois anos de direito, mas se graduou em jornalismo. Trabalhou como jornalista na Gazeta Mercantil, Lance! e Rede Globo, entre outros. Como assessora de imprensa, trabalhou na FSB, no Rio de Janeiro, no Guarujá e em Nova York.
Em 2009, ela iniciou carreira internacional, lançando livros em Portugal. Sua carreira é marcada pela paixão, pelo contato com o público e pela participação intensa em feiras de livros, autografando sempre todos os dias durante a Bienal Internacional do Livro do Rio de Janeiro e a Bienal Internacional do Livro de São Paulo. No YouTube, há vários vídeos que mostram o entusiasmo do público com a escritora, além de entrevistas que ela deu a programas de TV, como o Programa do Jô, e sua participação especial como jurada do Soletrando, em 2010. No mesmo ano, escreveu um roteiro de quadrinhos para uma edição em cores da revista em quadrinhos Luluzinha Teen e sua Turma. Thalita também foi repórter do programa televisivo Vídeo Show entre 2009 e 2011.
Em janeiro de 2012, estreou o musical Tudo por um Popstar, baseado em sua obra de mesmo título, com direção de Pedro Vasconcelos e roteiro de Gustavo Reiz, tendo no elenco a cantora, atriz e dubladora Jullie.
Em novembro de 2013, lançou o seu primeiro livro infantil Por que Só as Princesas Se Dão Bem? e criou uma versão de Ela Disse, Ele Disse com os personagens de outra série em quadrinhos juvenil, Turma da Mônica Jovem: Ela Disse, Ele Disse - O Namoro.
Fala Sério, Mãe!, livro da autora, foi adaptado para uma peça teatral com lançamento em maio de 2014.
Em julho de 2011, a escritora ultrapassou a marca de 1 milhão de livros vendidos, marca que não para de crescer, já que em novembro de 2013 a escritora ultrapassou a incrível marca de 1 milhão e 500 mil livros vendidos, se tornando a escritora nacional que mais vende para o público infantojuvenil no país, e uma das escritoras de maior sucesso no país.
Em janeiro de 2017, passou a participar dos bastidores da segunda edição do The Voice Kids, junto com o apresentador André Marques.
Em 2018, Thalita estreou como atriz no filme Tudo por um Popstar, inspirado no livro de sua autoria, ao lado de Maisa Silva, Mel Maia e Klara Castanho.
Em 2019, seu livro Ela Disse, Ele Disse foi adaptado para o cinema, com participações de Maisa Silva, Fernanda Gentil, Bianca Andrade e Maria Clara Gueiros.
Em 2020, assinou contrato com a Netflix para fazer obras inéditas e adaptações. Em 2021, estreou Pai em Dobro, Lulli e Confissões de uma Garota Excluída (adaptação de Confissões de uma Garota Excluída, Mal Amada e (Um Pouco) Dramática).

## Filmografia

### Televisão
| Ano       | Título                        | Personagem | Notas                             | Ref.   |
| --------- | ----------------------------- | ---------- | --------------------------------- | ------ |
| 2009–11   | Vídeo Show                    | Repórter   | Quadro: "Fala Sério, Vídeo Show!" | [ 5 ]  |
| 2010–11   | Soletrando                    | Jurada     |                                   | [ 11 ] |
| 2012      | Malhação: Intensa como a Vida | Ela mesma  | Episódio: "29 de Outubro"         | [ 11 ] |
| 2017      | TOC's de Dalila               | Dulcinha   | Episódio: "Eu Consigo!"           |        |
| 2017–2022 | The Voice Kids                | Repórter   |                                   | [ 11 ] |
| 2021      | The Voice +                   | Repórter   |                                   | [ 11 ] |

### Cinema
| Ano  | Trabalho                          | Papel         | Notas                 |
| ---- | --------------------------------- | ------------- | --------------------- |
| 2017 | Fala Sério, Mãe!                  | Dona da loja  | Participação especial |
| 2018 | Tudo por um Popstar               | Camareira     | Participação especial |
| 2019 | Ela Disse, Ele Disse              | Bibliotecária | Participação especial |
| 2021 | Pai em Dobro                      | Recepcionista | Participação especial |
| 2021 | Confissões de uma Garota Excluída | Laura         | Participação especial |
| 2021 | Lulli                             | Romina        | Participação especial |
| 2023 | Um Ano Inesquecível - Verão       | Passista      | Participação especial |
| 2024 | Tudo por um Pop Star 2            | Margô         | Participação especial |

## Como roteirista

#### Televisão
| Ano  | Título                         | Notas | Adaptação  |
| ---- | ------------------------------ | ----- | ---------- |
| 2025 | Juntas e Separadas             |       | Não [ 17 ] |
| –    | Um Pai de Outro Mundo          |       | Não [ 18 ] |
| –    | Diário de Uma Garota Esquisita |       | Sim [ 19 ] |

#### Filmes
| Ano  | Título                            | Notas                   | Adaptação |
| ---- | --------------------------------- | ----------------------- | --------- |
| 2016 | É Fada!                           | Roteirista colaboradora | Sim       |
| 2017 | Fala Sério, Mãe!                  | Roteirista colaboradora | Sim       |
| 2018 | Tudo por um Popstar               |                         | Sim       |
| 2019 | Ela Disse, Ele Disse              |                         | Sim       |
| 2021 | Pai em Dobro                      |                         | Não       |
| 2021 | Lulli                             |                         | Não       |
| 2021 | Confissões de uma Garota Excluída |                         | Sim       |
| 2023 | Um Ano Inesquecível - Verão       | Roteirista colaboradora | Sim       |
| 2023 | Uma Fada Veio Me Visitar          |                         | Sim       |
| 2024 | Tudo por um Pop Star 2            |                         | Sim       |
| –    | Traição Entre Amigas              |                         | Sim       |
| –    | Era uma Vez Minha Primeira Vez    |                         | Sim       |
| –    | De Perto Ela Não É Normal 2       |                         | Não       |
| –    | Adultos Sem Filtro                |                         | Sim       |

## Como escritora
| Ano  | Livro                                             | Editora               | Notas |
| ---- | ------------------------------------------------- | --------------------- | ----- |
| 2000 | Traição entre Amigas                              | Ao Livro Técnico      |       |
| 2007 | Uma Fada Veio Me Visitar                          | Rocco Jovens Leitores |       |
| 2012 | Era uma Vez Minha Primeira Vez                    | Rocco Jovens Leitores |       |
| 2012 | Adultos Sem Filtro e Outras Crônicas              | Rocco                 |       |
| 2013 | Por que Só as Princesas Se Dão Bem?               | Rocco                 |       |
| 2014 | Bia Não quer Dormir                               | Rocco                 |       |
| 2014 | 360 Dias de Sucesso                               | Rocco                 |       |
| 2014 | Fiquei com um Famoso                              | Rocco                 |       |
| 2015 | Um Ano Inesquecível: Verão                        | Editora Gutenberg     |       |
| 2020 | Pai em Dobro                                      | Rocco                 |       |
| 2022 | Natali e sua vontade idiota de agradar todo mundo | Rocco                 |       |
| 2024 | Falando Sério sobre Adolescência                  |                       |       |
| 2024 | Felicidade Inegociável e Outras Rimas             | HarperCollins         |       |
| 2025 | Diário de Uma Garota Esquisita                    | HarperCollins         |       |